# Muzeul „Ion Luca Caragiale”
Muzeul „Ion Luca Caragiale” este un muzeu județean din Ploiești, amplasat în Str. Kutuzov nr. 1. Ion Luca Caragiale s-a născut la 30 ianuarie 1852 în satul Haimanale (care astăzi îi poartă numele), de lângă Ploiești, județul Prahova. Clasele primare și gimnaziul le-a absolvit la Ploiești, iar între anii 1868 – 1870, a frecventat cursurile de declamație și mimică la Conservatorul din București ale unchiului său, Costache Caragiale. În perioada 1870 – 1872, a fost copist la Tribunalul Prahova, apoi sufleor și copist la Teatrul Național din București. A debutat în presa vremii în revista satirică „Ghimpele” (1873) , unde a semnat diferite cronici, iar intre anii 1876 – 1877, a fost corector la „Unirea Democratică” – ziarul grupării tinerilor liberali cu același nume – , a redactat în întregime revista umoristică „Claponul” și a scos ziarul „Națiunea română”. La 26 mai 1877, a început să frecventeze ședințele bucureștene ale „Junimii”, (Societate Literară condusă de criticul român Titu Maiorescu) în cadrul cărora iși va citi comediile. Tot în acest timp a colaborat la ziarul „Timpul” alături de Mihai Eminescu (cel mai mare poet român) și Ioan Slavici (unul din marii clasici ai literaturii române), dar și la alte reviste. După retragerea de la ziarul „Timpul” a fost revizor școlar în județele Suceava și Neamț, perioadă în care a cunoscut-o pe Veronica Micle, prietena lui Eminescu. În anul 1893 a editat împreună cu Anton Bacalbașa revista umoristică „Moftul român”, iar în 1894, revista „Vatra”, împreună cu Ioan Slavici și George Coșbuc (un alt mare poet român). Pe lângă activitatea publicistică, Caragiale a desfășurat și o intensă activitate literară, dovedind din plin că a fost, este și va fi cel mai mare dramaturg al literaturii române, cele patru comedii ale sale, „O noapte furtunoasă” (1879), „Conu Leonida față cu reacțiunea” (1880), „O scrisoare pierdută” (1884), „D-ale carnavalului” (1885) și drama „Năpasta” (1890), fiind publicate într-o perioadă relativ scurtă. Începând cu anul 1897, Caragiale va „trăda” teatrul și va publica proză scurtă, volume de schițe și nuvele: „Schițe” (1897), „Momente” (1901), „Momente, schițe, amintiri” (1910) și „Schițe nouă”(1910), în care abordează un comic satiric. Unele dintre nuvele se află la confluența comicului cu tragicul („Două loturi”, „Cănuță, om sucit”), iar altele, deși psihologice, sunt influențate de naturalism („În vreme de război”, „Păcat”, „O făclie de Paște”), sau fac loc fantasticului („Kir Ianulea” și „Calul dracului”). În întreaga sa operă, I.L.Caragiale a reușit să contureze ca niciun alt scriitor , un univers comic și altul tragic, ilustrate atât de operele dramatice cât și de cele în proză, dar cel mai mare merit al său este acela că a știut să înfățișeze artistic o realiate complexă și să zugrăvească tipuri umane de o mare diversitate. În memoria marelui dramaturg, în anul 1979, într-o casă construită în stil rustic, aflată pe drumul național Târgoviște – Ploiești s-a deschis Muzeul Memorial I.L. Caragiale, care ilustrează printr-o colecție impresionantă (scrisori, fotografii, telegrame, afișe ale comediilor sale jucate în premieră, cărți în ediții princeps și rare) principalele momente din viața și opera scriitorului: familia din care descinde și de la care a moștenit pasiunea pentru teatru, anii de școală de la Ploiești, debutul în gazetărie și principalele publicații la care a colaborat, momentul afirmării în teatru și proză.
Clădirea muzeului este declarată monument istoric, având codul PH-II-m-A-16283. Muzeul se află în casa familiei Dobrescu, monument de arhitectură datând de la sfârșitul secolului al XVIII-lea. Casa a fost restaurată în 1979 - 1980, după seismul din 1977.